# Damir Urban
Damir Urban (Rijeka, 19. rujna 1968.) je hrvatski pjevač, tekstopisac i gitarist, a 2004. godine izabran je za člana Vijeća za nove medijske kulture Ministarstva kulture.

## Životopis
Svoj prvi javni nastup imao je na riječkoj rock sceni kao šesnaestogodišnjak sa sastavom "La bellona" koju je osnovao 1984. godine. U sastavu je svirao bas-gitaru te pisao tekstove i glazbu. Tijekom 1986. godine nastaje sastav Laufer u kojoj je autor tekstova, suautor glazbe i vodeći vokal. Prvi album Laufera "The best of...", s hitovima "Budi moja voda", "Svijet za nas", "Lopov Jack" i drugi, izlazi 1993. godine u izdanju slovenske diskografske kuće "Corona". Pjesma "Budi moja voda" dobiva nagradu Radija Velike Gorice za Hit godine. U sljedeće dvije godine izlaze dva albuma, "Pustinje" (1994.) i "EP" (1995.) u izdanju kuće "Croatia Records". Zbog autorskih nesuglasica grupa Laufer ubrzo prestaje s radom.
Godine 1996. izdaje prvi samostalni album, "Otrovna kiša" u izdanju Izabela Recordsa koji je snimio uz pomoć prijatelja okupljenih pod imenom "Urban & 4". Album, na kojem se nalaze hitovi "Astronaut", "Nebo" i "Robot", nominiran je za nagradu Porin i to u tri kategorije: za najbolji video broj ("Nebo"), za najbolju produkciju, te najbolju snimku albuma. Dvije godine kasnije, u izdanju Croatia Recordsa, izlazi drugi album, "Žena dijete", za kojeg dobiva Porina za najbolji rock album i najbolji album alternativne glazbe. Međutim, nagradu za najbolji album alternativne glazbe je odbio primiti smatrajući da album "Žena dijete" pripada rock žanru te da je nominacijom u kategoriji alternativnog rocka oštetio one koji to zaista jesu. Pored Porina, album je osvojio i nekoliko "Crnih mačaka" te od strane glazbenih kritičara proglašen jednim od deset najboljih albuma desetljeća. U listopadu i studenom 2004. godine u studiju G.I.S. u Rijeci snima svoj treći album, "Retro", kojeg izdaje diskografska kuća "Croatia Records". U snimanju su mu i ovaj put pomogli prijatelji pod imenom "4": Marko Bradaschia (bubnjevi), Sandi Bratonja (bas), Saša Markovski (klavijature) i Tonči Radić (gitara).
U svibnju 2011. snima spot za pjesmu „Black Tattoo“, gdje mu je partner čelist Stjepan Hauser, a spot služi kao najava budućeg albuma tandema Urban i Hauser.

## Nagrade
- Višestruki je dobitnik nagrade Porin: u kategoriji najbolje vokalne suradnje za pjesmu "S dlana Boga pala si" koju izvodi s riječkim sastavom "En Face" 1996. i u kategorijama album godine, najbolji album alternativne rock glazbe i produkcija godine za album "Žena dijete". Isti album nagrađen je sa šest rock nagrada Crni mačak.
- Godine 1997. sa sastavom Urban & 4 dobitnik je nagradu SFERA u kategoriji posebno ostvarenje za album Otrovna kiša.
- Dobitnik je i Nagrade grada Rijeke 1999. godine, te nagrade medija za najbolji rock vokal.
- Godine 2000. nominiran za nagradu Crni mačak za najbolji rock vokal.[3]

## Diskografija

### S Lauferom
- The Best Off... (Corona Records, 1993.)
- Pustinje (Croatia Records, 1994.)
- EP (Croatia Records, 1995.)
- Epitaf (Croatia Records, 2004.)

### Urban & 4

#### Studijski albumi
- Otrovna kiša (Izabela Records, 1996.)
- Žena dijete (Croatia Records, 1998.)
- Retro (Croatia Records, 2004.)
- Hello (Croatia Records, 2009.)
- Mamut (Aquarius Records, 2014.)

#### EP
- Kundera (Aquarius Records, 2012.)

#### Albumi uživo
- No mix! No sex! (Croatia Records, 2010.)
- Live 2015 (Aquarius Records, 2015.)

#### Singlovi
- Spelujem ti ispriku (Croatia Records, 2004.)
- Ne brini (Aquarius Records, 2014.)
- Sutra ćemo pričati (2014.)
- Dirigent (2017.)
- Kuća sjećanja (2018.)
- Iskra (2019.)
- Div (2019.)
- Pseća oluja (2020.)
- Nitko osim nas (2020.)

#### Ostalo
- Urban & Hauser (Aquarius Records, 2011.)
- Laufer i Urban & 4 - The Ultimate Collection (Croatia Records, 2015.)

## Vanjske poveznice
- Discogs.com - Damir Urban - Diskografija
- Discogs.com - Laufer - Diskografija
- Discogs.com - Urban & 4 - Diskografija
- Facebook - Damir Urban - Facebook Fan Page
- Croatia Records - Laufer - Croatia Records
- Croatia Records - Urban & 4 - Croatia Records